# Dendrobium violaceum
Dendrobium violaceum är en orkidéart som beskrevs av Friedrich Fritz Wilhelm Ludwig Kraenzlin. Dendrobium violaceum ingår i släktet Dendrobium, och familjen orkidéer.

## Underarter
Arten delas in i följande underarter:
- D. v. cyperifolium
- D. v. violaceum